# Chanat Kazachski
Chanat Kazachski (kaz. قازاق حاندىعى, Қазақ хандығы; Qazaq Chandyğy) – państwo kazachskie istniejące w latach 1465–1847; chanat. 
W wyniku powstania z lat 1456–1465 Kazachowie wyzwolili się spod władzy Chanatu Uzbeckiego, tworząc tym samym własne państwo, pierwotnie na terenach na południe od jeziora Bałchasz. Chanat Kazachski mógł uchodzić za panowania chanów Qasyma Žanibekŭlego, Aqnazara Qasymŭlego i Esıma Šyğajŭlego – także za sprawą podporządkowania kolejnych plemion i ziem – za najsilniejszy organizm państwowy w Azji  Centralnej. Następnie został osłabiony w II połowie XVII i I połowie XVIII wieku w wyniku wojen z Dżungarami.
W chanatach kazachskich wyższą pozycję społeczną zajmowali członkowie tzw. białej kości (aq süjek), niższą – koczownicy tzw. czarnej kości (qara süjek). Podstawę białej kości stanowił stan töre, a do czarnej kości należeli wolni koczownicy. Stan töre tworzyli potomkowie Czyngis-chana, którzy ze względu na pochodzenie nosili tytuł sułtanów. Byli oni wyłączeni ze struktury plemiennej w chanatach, zajmując miejsce ponad nią. Sułtani nie zajmowali się działalnością produkcyjną i byli zwolnieni z płacenia podatków. Wnosili jednak swoistą „daninę krwi” – ich obowiązki związane były z obroną chanatów przed wrogami i udziałem w podbojach sąsiednich terytoriów. 
Uprzywilejowana pozycja sułtanów miała wpływ na wydzielenie się osobnego stanu tolengutów. Jego członkowie byli zależni od Czyngisydów, ale ich służba była dobrowolna. Oddając się pod opiekę sułtana, wchodząc z nim w układ patronalno-klientalny, tolengut zrywał kontakty ze swoim rodem. Tolenguci tworzyli stan znaczący liczebnie, gdyż wokół każdego sułtana tworzyła się ich wspólnota. 
Do elity Kazachów czarnej kości należeli bijowie. Bijem (bi) mógł zostać koczownik czarnej kości, znający normy prawa zwyczajowego, zwanego ädatem, posiadający umiejętności przemawiania, a także cieszący się autorytetem. Bijowie nie byli wybierani w sposób sformalizowany, ani zatwierdzani przez władzę państwową. Nie dziedziczyli także tej funkcji, chociaż znane są przypadki istnienia w stepie kazaskim całych dynastii bijów. 
Każdy koczownik mógł uzyskać miano batyra, czyli bohatera. Godność tę otrzymywano za talent i dokonania w okresie wojen. Nie była ona przypisana wyłącznie dla nomadów czarnej kości. Godnością batyra szczycili się także niektórzy sułtanowie i chanowie. Tytuł ten nie był dziedziczny, choć zdarzały się sytuacje, gdy potomkowie osób go noszących także zostawali batyrami. 
W strukturze społeczeństwa kazachskiego z islamem wiązała się geneza stanu hodżów (kaz. qoža), którzy byli potomkami najbliższych współpracowników Mahometa, pierwszych kalifów bądź też Arabów, którzy zawojowali Mawerannahr.
W okresie znaczącej dominacji stanu töre w strukturze społecznej chanatów, sułtani mieli prawo udziału w pracach mäslichatu, nazywanego też w tradycji Czyngisydów kurułtajem. Sułtani, będący na ogół najbliższymi krewnymi chana, byli wyznaczani przezeń na władców nadziałów w państwie: poszerzonych ułusów oraz ułusów. W chanacie funkcjonowały 3–4 poszerzone ułusy, liczące 50–60 tysięcy rodzin. Każdy z nich dzielił się na ułusy, do których wchodziło po około 10 tysięcy rodzin. Dopiero na najniższym poziomie administracyjnym władza należała do zwykłych koczowników. Sułtani, nad którymi władzę miał jedynie chan, wypełniali zadania dyplomatyczne oraz dowodzili wojskami swego ułusu w czasie wojny. System ułusowy, wywodząc się z tradycji mongolskiej, miał w większym stopniu charakter terytorialny niż społeczny, stąd często nadziały te nie pokrywały się z podziałami socjopolitycznymi koczowników. 
Wraz z panowaniem chana Esıma Šyğajŭlego zlikwidowano typowo czyngisidzki system ułusowy i instytucjonalizacji uległy federacje plemion: Starszy Żuz, Średni Żuz oraz Młodszy Żuz. Elita zwykłych koczowników (tzw. czarnej kości) uczestniczyła w pracach naczelnego organu (mäslichatu) oraz kierowała wspólnotami społecznymi. Jej rola znacząco wzrosła w pierwszej połowie XVII wieku, kiedy to chan Esım Šyğajŭly zreformował system sprawowania władzy. Reformy te określane są w literaturze mianem „rewolucji bijów”. Doprowadziły one do utraty dominującej pozycji Czyngisidów w systemie władzy.
Tendencje separatystyczne nie sprzyjały sile państwa Kazachów. Brak jedności politycznej skutkował, szczególnie w XVIII wieku, funkcjonowaniem wielu chanatów kazachskich. Ich byt polityczny został następnie zakończony w pierwszej połowie XIX wieku drugą fazą kolonizacji rosyjskiej, kiedy zdecydowano się na likwidację lennej zależności chanów i wprowadzenie systemu bezpośredniego administrowania obszarami Kazachstanu. Najdłużej zarządzanym przez chanów państwem kazachskim była, podległa administracyjnie władzom rosyjskim w Orenburgu, Orda Bukejska. Uległa ona likwidacji dopiero w 1845 roku, po śmierci chana Žängıra Bökejŭlego. W historiografii kazachskiej koniec istnienia chanatów wiąże się z upadkiem powstania antyrosyjskiego kierowanego przez koronowanego na chana Kenesarego Qasymŭlego (1847).

## Chanowie
Tytuł chana nie był dziedziczny – władca wybierany był z grona sułtanów. Jego władza była jednak wyraźnie ograniczona przez pozostałych Czyngisidów (stan sułtanów), a od panowania Esıma Šyğajŭlego –  także arystokrację zwykłych koczowników. Chanowie kazachscy odpowiadali za bezpieczeństwo państwa, jego ochronę przed wrogami zewnętrznymi. Byli najwyższymi dowódcami armii, mieli prawo wypowiadania wojny oraz zawierania pokoju. Określali także politykę zagraniczną, mianowali i przyjmowali posłów oraz zawierali umowy międzynarodowe. Od XVII wieku polityka zagraniczna i militarna przestały należeć wyłącznie do kompetencji chanów, a podjęcie decyzji w tym obszarze było możliwe za zgodą mäslichatu.
Od XVI wieku zdarzały się również przypadki, że w najwyższej wspólnocie Kazachów władzę sprawowali odrębni chanowie. Wówczas, z wyłączeniem okresu podbojów Dżungarii (druga połowa XVII wieku), jeden z nich stawał się swego rodzaju seniorem, władając pośrednio całym chanatem. Był on wybierany nie wedle zwykłego schematu, lecz ogłaszany przez elity na zasadzie konsensu, przy czym albo decydowały tu zasady merytokracji, albo okres zasiadania na tronie. Od śmierci chana Kaipa Datkaŭlego instytucja starszego (głównego) chana zanikła.
Od XVIII wieku władcy carskiej Rosji zaczęli wywierać wpływ na wybór nowych chanów w celu kontroli koczowniczych sąsiadów oraz uczynienia ekspansji imperium skuteczniejszą. W 1792 roku został wydany dekret cesarski regulujący proces inauguracji chana w Młodszym Żuzie – nakazywał on m.in. zebranie się kazachskiej arystokracji na polach Orenburga, nakazywał odczytanie przez następcę tronu przysięgi dostarczonej ze stolicy po rosyjsku oraz tatarsku, a następnie ucałowanie i położenie sobie na głowie Koranu. Według zapisu nagradzano go lisią czapą, szablą, sobolowym płaszczem oraz dyplomem potwierdzającym otrzymany tytuł, który podobnie jak Koran miał ucałować i położyć na głowie.
Zwierzchni (główni, starsi) chanowie:
- Kirej Bolatŭly 1465–1473
- Žanibek Baraqŭly 1473–1480
- Bŭryndyq Kirejŭly 1480–1511
- Qasym Žanibekŭly 1511–1518
- Mamaš Qasymŭly 1518–1523
- Tahir Ädıkŭly 1523–1533
- Bŭjdaš Ädıkŭly 1533–1534
- Toğŭm Žädıkŭly 1535–1537
- Aqnazar Qasymŭly 1538–1580
- Šyğaj Žädıkŭly 1580–1582
- Täuekel Šyğajŭly 1582–1598
- Esım Šyğajŭly 1598–1628
- Žängır Esımŭly 1628–1652
- Täuke Žängırŭly 1680–1715
- Kaip Datkaŭly 1715–1718[4]

Późniejsi bardziej znani chanowie:
- Äbılqajyr Qažyŭly 1718–1748 (Młodszy Żuz)
- Nŭrali Äbılqajyrŭly 1748–1786 (północ obszarów Młodszego Żuzu)
- Abylaj Körkem Uäliŭly 1771–1781 (Średni i Starszy Żuz; w Średnim faktycznie panował od 1750 r.)
- Uäli Abylajŭly 1782–1819 (Starszy Żuz oraz całość, a następnie część Średniego Żuzu)
- Bökej Nŭraliŭly 1812–1815 (Orda Bukejska)
- Aryngazy Abŭlgazyŭly 1816–1821 (południe obszarów Młodszego Żuzu)
- Žängır Bökejŭly 1823–1845 (Orda Bukejska)
- Kenesary Qasymŭly 1841–1847 (powstanie antyrosyjskie)[4]